# Franz Schnabl

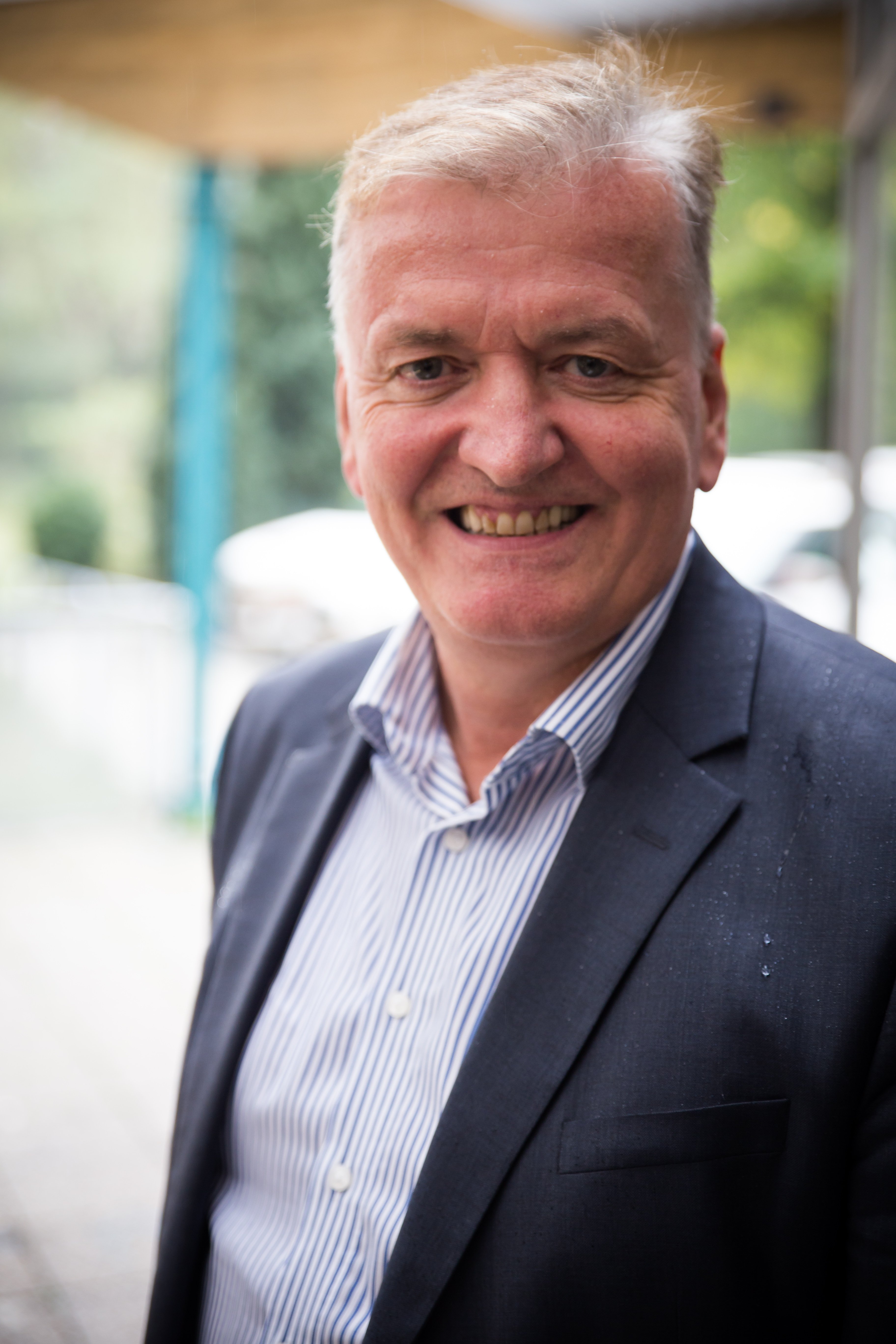
Franz Schnabl (2015)

Franz Schnabl (* 14. Dezember 1958 in Neunkirchen) ist ein österreichischer Politiker (SPÖ) und ehemaliger Polizist. Er ist aktuell stellvertretender Bundesparteiobmann der SPÖ.
Von 2017 bis 2023 war er niederösterreichischer Landesrat für Gemeindeagenden, Wasserwirtschaft, Konsumentenschutz und Rechtsmaterien (Landesregierungen Mikl-Leitner I und Mikl-Leitner II), sowie von 2018 bis 2023 2. Landeshauptfrau-Stellvertreter. Von 2017 bis 2023 war er Landesparteiobmann der SPÖ Niederösterreich.

## Werdegang
Schnabl wuchs in Raach am Hochgebirge auf und trat 1977 in die Schulabteilung der Bundespolizeidirektion Wien als provisorischer Wachmann ein, wo er die zweijährige Grundausbildung absolvierte. Nach zwei Jahren im Rayonsdienst wechselte er als Lehrer in die Schulabteilung. Dort strebte er den Kurs zum Leitenden Beamten („Polizeioffizier“) an, den er in den Jahren 1984/1985 absolvierte. 1986 wurde er vom damaligen Generalinspektor Günther Bögl mit der Leitung der Adjutantur des Generalinspektorats betraut. Im Jahr 1993 avancierte Schnabl zum Leiter des Referats I des Generalinspektorats, und im Jahr 1995 erfolgte die Ernennung zum Brigadier. Im selben Jahr nahm er an einem UN-Polizeieinsatz im Rahmen der Petersberg-Aufgaben in Bosnien teil.
Am 1. Februar 1999 wurde er als Nachfolger von Johann Schererbauer zum jüngsten Generalinspektor der Sicherheitswache bestellt. Im Zuge der Wiener Polizeireform wurde Schnabl, der seine Tochter von einer Donnerstagsdemonstration gegen die schwarz-blaue Regierung persönlich abgeholt hatte, von Innenminister Ernst Strasser abberufen. Sein Nachfolger wurde Ernst Holzinger, Oberst der Gendarmerie aus Oberösterreich. Schnabl sollte in untergeordneter Position Kommandant der Sicherheitswache-Bereichsabteilung Margareten, zuständig für die Wiener Gemeindebezirke Wieden, Margareten und Mariahilf, werden. Er legte Berufung gegen seine Ablösung ein, trat dann aber eine Stelle als Sicherheitschef bei dem kanadisch-österreichischen Automobilzuliefer Magna International Europa an und ließ sich dafür auf fünf Jahre karenzieren. Damit war seine Berufung hinfällig, und nach weiteren sechs Monaten hatte er den Anspruch auf seine alte Dienststelle gemäß Beamten-Dienstrechtsgesetz verloren. Bei Magna International Europa stieg er als Vice President Human Resources in den Vorstandsbereich auf, legte diese Funktion jedoch 2017 zurück.

## Politik
Schnabl befand sich unter anderem im Personenkomitee der SPÖ-Politikerin und Bezirksvorsteherin im Alsergrund Martina Malyar und ist seit 2004 (kooptiertes) Mitglied des Bundesvorstandes der SPÖ. Im April 2017 wurde Schnabl vom Landesparteivorstand der niederösterreichischen SPÖ als Spitzenkandidat für die Landtagswahl 2018 designiert. Am außerordentlichen Parteitag der SPÖ Niederösterreich am 24. Juni 2017 wurde Franz Schnabl als Nachfolger von Matthias Stadler mit 98,8 Prozent zum neuen Landesparteivorsitzenden gewählt.
Am 21. September 2017 wurde er im niederösterreichischen Landtag als Nachfolger von Maurice Androsch in den Landesrat angelobt.
Bei der Landtagswahl in Niederösterreich 2018 erreichte die SPÖ mit Spitzenkandidat Schnabl 23,9 Prozent und legte damit leicht zu. Von 2018 bis 2023 war er Landeshauptfrau-Stellvertreter von Niederösterreich.

## Ehrenamt
Im Jahr 2004 wurde Schnabl, als Nachfolger von Elisabeth Pittermann, zum Präsidenten des Arbeiter-Samariter-Bundes Österreichs gewählt; am 14. Jänner 2009 erhielt er in dieser Funktion von Bundespräsident Heinz Fischer das Goldene Ehrenzeichen für Verdienste um die Republik Österreich.
Seit 2010 ist Schnabl im Verein „Friends of Education in Africa“ aktiv. Bis 10. Juli 2018 engagierte er sich als Obmann-Stellvertreter bei der „Fachstelle für Suchtprävention Niederösterreich“.
Im Februar 2021 wurde bekannt, dass sich Schnabl in seiner Funktion als ASB-Präsident vorzeitig gegen Covid-19 impfen ließ.

## Kritik
Im Mai 2019 wurde bekannt, dass Schnabl vom deutschen Ex-Spion und Detektiv Werner Mauss in den Jahren 2008 bis 2012 (damals als Manager bei Magna) großzügige Geschenke für die Vermittlung von Kontakten, etwa zum Wiener Rechtsanwalt Gabriel Lansky und dem damaligen Generaldirektor für die öffentliche Sicherheit, erhalten hatte. So wurde er gemeinsam mit seiner Frau zu einem Wochenendaufenthalt auf Korsika eingeladen, erhielt ein Damastmesser im Wert von 6000 bis 8000 Euro und wurde zwei Mal vom Detektiv zur Jagd nach Hause eingeladen. ÖVP, FPÖ und Neos forderten Schnabl auf, diese „offensichtlich moralisch höchst fragwürdigen Handlungen“ aufzuklären, und verlangten, dass die Korruptionsvorwürfe aufzuklären seien. Schnabl selbst sprach von einer Intrige.